# Frelsesarmeens Juleplate 2003
Frelsesarmeens Juleplate 2003 är ett musikalbum med Halvdan Sivertsen och Frälsningsarméns orkester, The New York Staff Band. Albumet utgavs 2003 av skivbolaget Norwave.

## Låtlista
1. "Jul i nord" (Halvdan Sivertsen) – 3:17
2. "Storbyjul" (Jem Finer/Shane MacGowan/Halvdan Sivertsen) – 4:09
3. "Herodes' menn" (Trad./Halvdan Sivertsen) – 2:52
4. "I denne søte juletid" (Hans Adolph Brorson) – 3:32
5. "En rose er utsprunget" (Arnulf Øverland) – 4:18
6. "Kling no klokka" (Trad./Elias Blix) – 3:46
7. "Stille natt" (Franz Gruber/Halvdan Sivertsen) – 2:54
8. "Et lite barn så lystelig" (Trad./Nikolaj Frederik Severin Grundtvig) – 3:51
9. "Josefs julevise" (Halvdan Sivertsen) – 4:21
10. "Christi naaderige fødsel" (Petter Dass/Halvdan Sivertsen) – 4:24
11. "Nordnorsk julesalme" (Trygve Hoff) – 3:17
12. "Ikke vær redd" (Max Reger/Halvdan Sivertsen) – 3:51

## Medverkande
Musiker
- Halvdan Sivertsen – sång, gitarr
- Børge Petersen-Øverleir – gitarr, mandolin
- Stein Austrud – keyboard
- Gjermund Silset – kontrabas, basgitarr
- Rune Mathisen – trummor, percussion
- Lars Martin Myhre – dragspel
- The New York Staff Band – div. instrument
- John Philip Hannevik – dirigent
- Bengt Egil Hanssen — orgel
- Jens Petter Antonsen – flygelhorn
- Kari Iveland, Anita Skorgan, Per Øystein Sørensen, Marit Ellisiv Bakken – körsång
- Helge Førde, Jan Magne Førde – arrangement

Produktion
- Halvdan Sivertsen – musikproducent
- Lars Martin Myhre – musikproducent
- Per Sveinson – ljudtekniker
- Morten Lund – mastering